# ST6GALNAC4
ST6GALNAC4 (англ. ST6 N-acetylgalactosaminide alpha-2,6-sialyltransferase 4) – білок, який кодується однойменним геном, розташованим у людей на короткому плечі 9-ї хромосоми. Довжина поліпептидного ланцюга білка становить 302 амінокислот, а молекулярна маса — 34 201.
| 10         |  | 20         |  | 30         |  | 40         |  | 50         |
| ---------- |  | ---------- |  | ---------- |  | ---------- |  | ---------- |
| MKAPGRLVLI |  | ILCSVVFSAV |  | YILLCCWAGL |  | PLCLATCLDH |  | HFPTGSRPTV |
| PGPLHFSGYS |  | SVPDGKPLVR |  | EPCRSCAVVS |  | SSGQMLGSGL |  | GAEIDSAECV |
| FRMNQAPTVG |  | FEADVGQRST |  | LRVVSHTSVP |  | LLLRNYSHYF |  | QKARDTLYMV |
| WGQGRHMDRV |  | LGGRTYRTLL |  | QLTRMYPGLQ |  | VYTFTERMMA |  | YCDQIFQDET |
| GKNRRQSGSF |  | LSTGWFTMIL |  | ALELCEEIVV |  | YGMVSDSYCR |  | EKSHPSVPYH |
| YFEKGRLDEC |  | QMYLAHEQAP |  | RSAHRFITEK |  | AVFSRWAKKR |  | PIVFAHPSWR |
| TE         |  |            |  |            |  |            |  |            |

A: Аланін

C: Цистеїн

D: Аспарагінова кислота

E: Глутамінова кислота

F: Фенілаланін

G: Гліцин

H: Гістидин

I: Ізолейцин

K: Лізин

L: Лейцин

M: Метіонін

N: Аспарагін

P: Пролін

Q: Глутамін

R: Аргінін

S: Серин

T: Треонін

V: Валін

W: Триптофан

Кодований геном білок за функціями належить до трансфераз, глікозилтрансфераз. 
Локалізований у мембрані, апараті гольджі.